# Panthiades paphlagon
Panthiades paphlagon är en fjärilsart som beskrevs av Felder 1865. Panthiades paphlagon ingår i släktet Panthiades och familjen juvelvingar. Inga underarter finns listade i Catalogue of Life.

## Bildgalleri

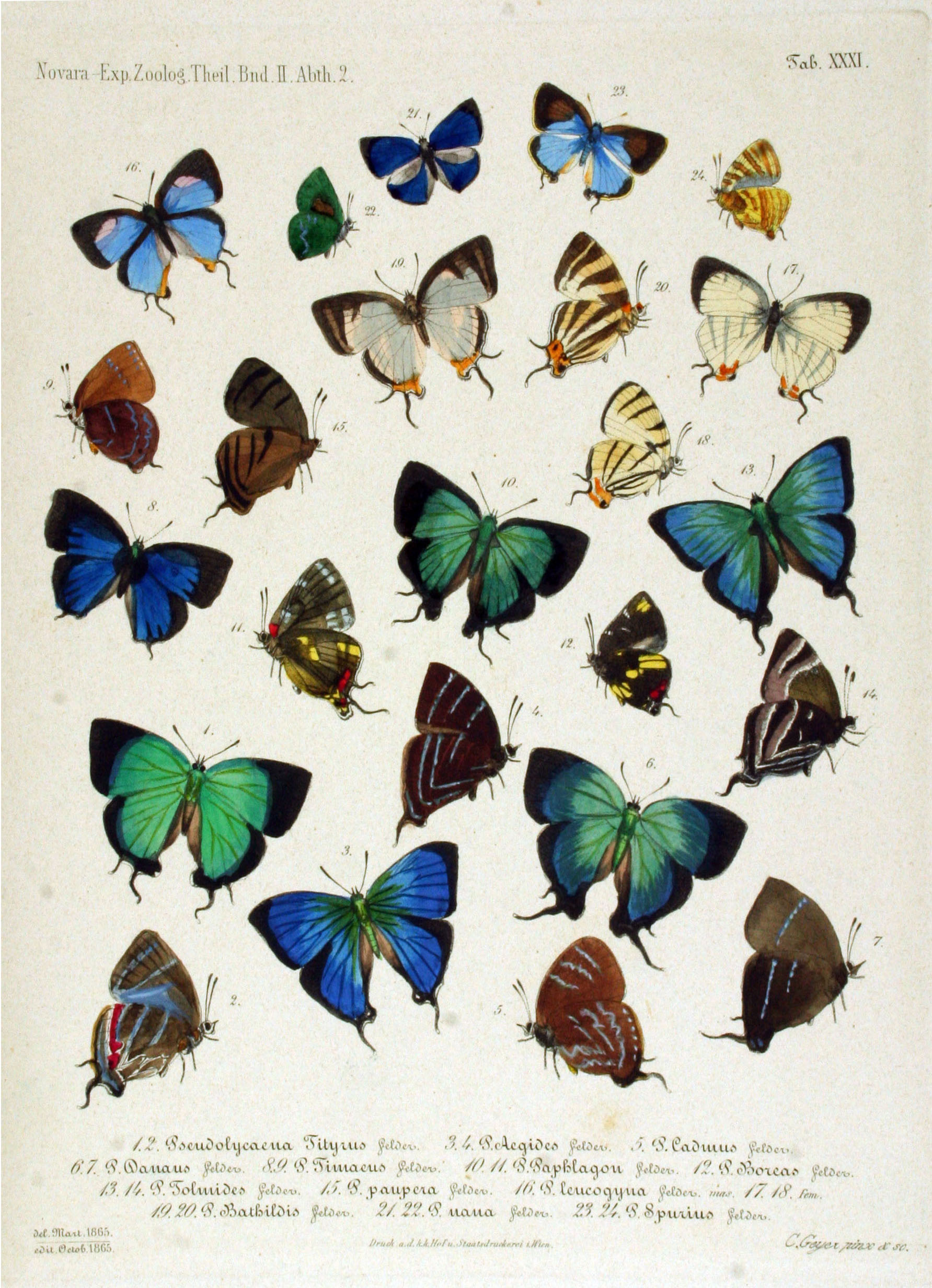